# Corpo (filosofia)

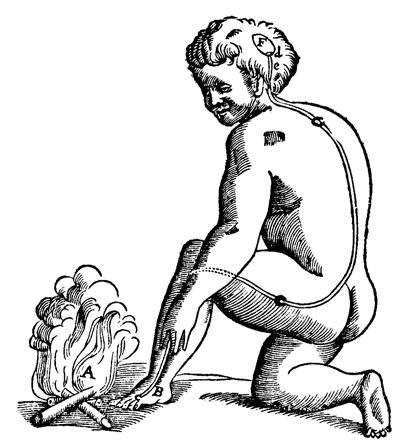
Disegno di Cartesio sul modo in cui gli impulsi sensori si trasmettono, attraverso gli spiriti animali, alla ghiandola pineale situata nel cervello e quindi allo spirito immateriale (dal trattato Sull'uomo, 1662)

Il termine corpo in filosofia ripropone il significato del linguaggio comune intendendolo come un ente esteso nello spazio e percepibile attraverso i sensi. Le caratteristiche fisiche, biologiche, meccaniche del corpo di cui si è interessata la filosofia ai suoi inizi, sono state poi oggetto dello specifico pensiero scientifico, mentre la storia della filosofia nella sua totalità si è occupata in particolare del difficile rapporto tra il corpo e l'anima, o la mente.

## Filosofia antica
Nella filosofia antica e medioevale possiamo rintracciare due concezioni di questa relazione anima-corpo: la prima risale all'interpretazione orfico-pitagorica secondo la quale il corpo, detto in greco soma, è un'entità di natura completamente diversa e separata rispetto all'anima; teoria questa ripresa da Platone che afferma che il corpo è la "tomba" dell'anima. L'anima, infatti, decaduta dalla sua condizione iniziale di perfezione ideale ed eternità si trova prigioniera in un'entità corruttibile e mortale.
Al dualismo platonico si connettono sia la patristica sia la prima fase della scolastica.
La seconda concezione del rapporto anima-corpo si ritrova in Aristotele che sostiene che le due entità non siano separate ma costituiscano elementi separabili di un'unica sostanza: il corpo è la materia intesa come potenzialità, quella che offre possibilità di sviluppo, l'anima è la forma, la realizzazione di quelle possibilità materiali tramutatesi in attuali. L'anima è la vita che possiede in potenza un corpo. Il corpo cioè è un puro e semplice strumento dell'anima: ma non uno strumento inerte ma tale che possiede «in se stesso il principio del movimento e della quiete»
Ponendo nel cuore la sede dell'anima, Aristotele darà vita a un dibattito sull'effettiva collocazione delle sue virtutes o capacità potenziali che essa è destinata ad attuare (da lui distinte in vegetativa, sensitiva e intellettiva), dopo che Galeno assegnò alle tre analoghe funzioni platoniche dell'anima tre «spiriti» (pneumata) risiedenti rispettivamente nel fegato, nel cuore e nel cervello, pensati come sostanze sottilissime che fungevano da intermediarie nella difficile questione del rapporto dualistico tra mente e materia.

## Filosofia medioevale
Il corpo inteso come strumento dell'anima si ritrova nello stoicismo, nell'epicureismo e nella scolastica: per Tommaso d'Aquino il corpo si dirige a realizzare l'anima e le sue attività razionali allo stesso modo in cui la materia aspira a realizzare la forma, fino a tendere a diventare parte del Corpo Mistico.
Questa concezione del corpo come strumento rispetto all'anima non fu condivisa, nell'ambito della scolastica, dall'agostinismo che vede nel corpo la forma corporeitatis per cui in questo, indipendente dall'anima,  vi è sia potenza che atto, e l'anima è un'ulteriore sostanza che si aggiunge ad esso.
Nelle correnti neoplatoniche medievali e rinascimentali, che rifacendosi ad esempio a San Paolo ed Origene adottavano una concezione tripartita dell'essere umano, l'anima costituiva dunque un ulteriore «corpo» di natura astrale, oltre a quello fisico, di cui sarebbe rivestito lo spirito umano. La questione se quest'ultimo, cioè la parte superiore e più spirituale dell'uomo, fosse unita con la parte carnale solo indirettamente per il tramite dell'anima mediana, fu oggetto di dibattiti circa la sua anatomia occulta. Ficino, Agrippa, e altri esponenti di correnti ermetiche, esoteriche e rosacrociane, ribadirono la concezione platonica di una «carrozza» animica, fatta di sostanza delle stelle, che collega l'anima razionale più pura al corpo materiale.

## La filosofia moderna
La dipendenza strumentale del corpo rispetto all'anima finisce con Cartesio per il quale corpo e anima sono due sostanze, il primo res extensa, sostanza estesa e non pensante, la seconda, res cogitans, sostanza pensante e non estesa. Tra le due sostanze non vi è alcun nesso causale: il corpo è «come un orologio, o un altro automa (ossia una macchina che si muove da sé).»
La separazione del corpo dall'anima diede origine a dottrine dualistiche e monistiche che cercavano di risolvere il problema del rapporto tra eventi incorporei e corporei.
Tra le concezioni dualistiche la prima è quella cartesiana dell'interazionismo che teorizza uno stretto scambio di azioni tra le due sostanze riducendo così la diversità tra fatti corporei e incorporei fin quasi ad annullarla.
In opposizione a questo dualismo nella seconda metà del XVII secolo per le dottrine dell'occasionalismo di Nicolas Malebranche e di Arnold Geulincx l'anima e il corpo sono unite dall'esistenza di Dio.
Nell'ambito del monismo va inserita la soluzione di Leibniz che vide un parallelismo tra eventi corporei e incorporei connessi non da un rapporto causale ma da un regolare e continuo legame per cui ad ogni evento materiale ne corrisponde uno immateriale secondo un'"armonia prestabilita" tale per cui «i corpi agiscono come se, per impossibile, non esistessero anime; le anime agiscono come se non esistessero i corpi; ed entrambi agiscono come se le une influissero sugli altri»
Tra monismo e pluralismo si colloca la filosofia di Spinoza che concepisce «la mente e il corpo come un solo identico individuo, che è concepito ora sotto l'attributo del pensiero, ora sotto quello dell'estensione» Nell'unica sostanza divina infatti coincidono corpo e anima ossia i due attributi dell'estensione e del pensiero che mantengono però la loro diversità in quanto coincidenti solo in Dio.
Un rigoroso monismo caratterizza invece la filosofia illuministica con le teorie materialiste dell'uomo-macchina di Julien Offray de La Mettrie e Paul Henri Thiry d'Holbach secondo le quali le attività mentali dell'uomo dipendono meccanicamente dal corpo.
Collegato al materialismo settecentesco è in parte la filosofia di Karl Marx secondo il quale i pensieri e i sentimenti dell'uomo scaturiscono dai suoi comportamenti corporei
Intendendo il materialismo in senso diverso da quello marxiano, Friedrich Nietzsche imposta una dottrina esaltante la corporeità in contrapposizione alla metafisica idealistica
La concezione monistica che intende il corpo in senso idealistico annovera:

George Berkeley  che vede il corpo e ogni realtà materiale come una produzione mentale poiché solo la mente e le sue percezioni sono reali;
Arthur Schopenhauer, per cui il corpo è nella sua essenza "volontà di vivere" e gli oggetti materiali semplici oggettivazioni della volontà;
Henri Bergson che considera il corpo un semplice strumento dell'azione pratica di una coscienza spirituale.

## Filosofia contemporanea
Da Schopenhauer e Bergson derivano le concezioni del corpo della fenomenologia e dell'esistenzialismo: per Edmund Husserl attraverso una molteplicità di riduzioni fenomenologiche il corpo viene isolato come esperienza vivente. Concezione condivisa secondo diversi modi da Jean Paul Sartre e Maurice Merleau-Ponty.
La moderna concezione del corpo è oggi ulteriormente influenzata dalle neuroscienze e dalle ricerche sull'embodiment, o incorporazione, teoria che pone l'accento sull'importanza del corpo nelle esperienze umane e nella cognizione. Secondo questa prospettiva, il corpo non è semplicemente un contenitore passivo per la mente, ma svolge un ruolo attivo nella formazione della conoscenza, delle emozioni e dell'identità personale. Le esperienze corporee influenzano il modo in cui percepiamo il mondo, prendiamo decisioni e interagiamo con gli altri.